# Siemuszowa
Siemuszowa est une localité polonaise de la gmina de Tyrawa Wołoska, située dans le powiat de Sanok en voïvodie des Basses-Carpates.